# Lisa Raymond
Lisa Raymond, född 10 augusti 1973 i Norristown, Pennsylvania, är en amerikansk högerhänt före detta professionell tennisspelare och tidigare världsetta i dubbel. Hon tog brons i tennis OS 2012 i dubbel med blandat kvinnor och män med, som togs upp på OS-agendan igen för första gången sedan OS 1924, tillsammans med Mike Bryan.

## Tenniskarriären
Lisa Raymond blev professionell spelare på WTA-touren 1993. Hon har hittills (juli 2007) vunnit 65 WTA-titlar i dubbel och fyra i singel. Bland dubbeltitlarna märks fem i Grand Slam-turneringar och lika ytterligare fem finaler. Dessutom har hon vunnit fyra GS-titlar i mixed dubbel. Säsongerna 2001, 2005 och 2006 vann hon dubbeln i säsongsavslutande WTA Tour Championships. Hon rankades som bäst i dubbel som nummer 1 (juni 2000) och i singel som nummer 15 (oktober 1997). Raymond ligger sommaren 2007 tvåa på världsrankingen i dubbel och har hittills under karriären spelat in 7 374 424 US dollar i prispengar. 
Raymond vann sin första WTA-titel i singel 1996 i Québec genom finalseger över Els Callens. År 2000 vann hon i Birmingham (finalseger över Tamarine Tanasugarn), 2002 och 2003 i Memphis (finalsegrar över Alexandra Stevenson och Amanda Coetzer).
Raymond har vunnit 32 av sina dubbeltitlar (inklusive tre GS-titlar) tillsammans med australiskan Rennae Stubbs. Paret utnämndes 2001 till ITF World Champion i damdubbel. Under de allra senaste åren har hon spelat dubbel i första hand tillsammans med australiskan Samantha Stosur. Paret har vunnit 20 titlar tillsammans varav två GS-titlar. Raymond har också framgångsrikt spelat med bland andra amerikanskan Lindsay Davenport (8 titlar) och också med tennislegenden Martina Navratilova (två titlar, 2003 och 2004).
Lisa Raymond deltog i det amerikanska Fed Cup-laget 1997-98, 2000 och 2002-04. Hon har därvid spelat 22 matcher av vilka hon vunnit 13. Hon deltog också i det amerikanska olympialaget 2004.  

## Spelaren och personen
Lisa Raymond spelar med enkelfattad backhand. Hon är 165 cm lång och väger 55 kg. 
Hon är bosatt i Residence Wayne, Pennsylvania, USA 

## Grand Slam-titlar
- Australiska öppna
  - Dubbel - 2000 (med Rennae Stubbs)
- Franska öppna
  - Dubbel - 2006 (med Samantha Stosur)
  - Mixed dubbel - 2003 (med Mike Bryan)
- Wimbledonmästerskapen
  - Dubbel - 2001 (med Rennae Stubbs)
  - Mixed dubbel - 1999 (med Leander Paes)
- US Open
  - Dubbel - 2005 (med Samantha Stosur), 2001 (med Rennae Stubbs)
  - Mixed dubbel - 2002 (med Mike Bryan)
  - Mixed dubbel - 1996 (med Patrick Galbraith)

## Övriga WTA-titlar
- Singel
  - 2003 - Memphis
  - 2003 - Memphis
  - 2000 - Birmingham
  - 1996 - Québec
- Dubbel
  - 2007 - Tokyo, Indian Wells, Miami, Berlin, Eastbourne (alla med Samantha Stosur)
  - 2006 - WTA Tour Championships, Tokyo [Pan Pacific], Memphis, Indian Wells, Miami, Charleston, Stuttgart, Hasselt, Linz (alla med Samantha Stosur)
  - 2005 - WTA Tour Championships, New Haven, Luxembourg, Moskva (alla med Samantha Stosur), Eastbourne (med Rennae Stubbs)
  - 2004 - Vienna (med Martina Navratilova), Philadelphia (med Alicia Molik)
  - 2003 - Indian Wells, Amelia Island, Eastbourne (alla med Lindsay Davenport), Stanford (med Cara Black), Filderstadt (med Rennae Stubbs), Philadelphia (med Martina Navratilova)
  - 2002 - Sydney, Tokyo, Scottsdale, Indian Wells, Miami, Charleston, Eastbourne, Stanford (alla med Rennae Stubbs), Filderstadt (med Lindsay Davenport)
  - 2001 - WTA Tour Championships, Tokyo, Scottsdale, Charleston, Eastbourne (alla med Rennae Stubbs), Filderstadt, Zurich (båda med Lindsay Davenport)
  - 2000 - Rom, Madrid, San Diego (alla med Rennae Stubbs)
  - 1999 - Oklahoma City, New Haven, Zurich, Moskva, Philadelphia (alla med Rennae Stubbs)
  - 1998 - Hannover, Boston (båda med Rennae Stubbs)
  - 1997 - Québec, Philadelphia (båda med Rennae Stubbs)
  - 1996 - Chicago, Philadelphia (båda med Rennae Stubbs)
  - 1995 - Indian Wells (med Lindsay Davenport)
  - 1994 - Indian Wells (med Lindsay Davenport)
  - 1993 - Tokyo (med Chanda Rubin)